# Daniel W. Voorhees

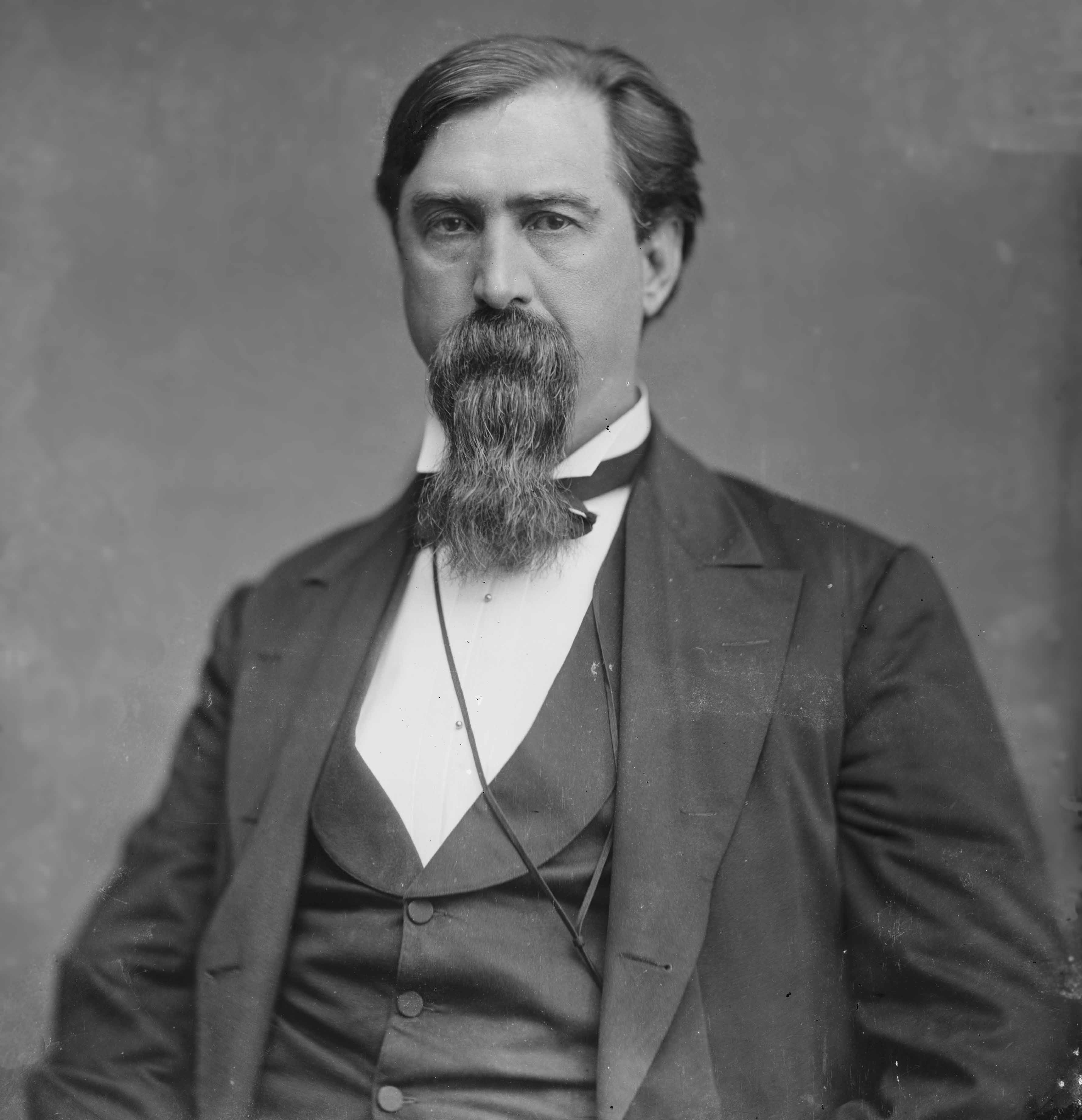
Daniel W. Voorhees

Daniel Wolsey Voorhees (* 26. September 1827 in Liberty Township, Ohio; † 10. April 1897 in Washington, D.C.) war ein US-amerikanischer Politiker der Demokratischen Partei. Von 1861 bis 1866 und von 1869 bis 1873 saß er für den US-Bundesstaat Indiana im US-Repräsentantenhaus. Von 1877 bis 1897 vertrat er Indiana im US-Senat.

## Biographie
Voorhees wurde in Liberty Township als Sohn von Stephen Pieter Voorhees und Rachel Elliott geboren. Zu seinen Vorfahren gehören Iren und Niederländer. Als kleiner Junge zogen seine Eltern mit ihm nach Veedersburg in Indiana um. 1849 schloss er sein Jurastudium an der Indiana Asbury University ab. 1850 wurde er als Rechtsanwalt zugelassen und praktizierte fortan in Covington, bis er 1857 nach Terre Haute umzog und dort weiter praktizierte.
Von 1858 bis 1861 war er in der Nachfolger von Alvin Peterson Hovey als United States Attorney für den Bezirk des Bundesstaates Indiana tätig. 1860 kandidierte Voorhees für den Sitz des 7. Wahlbezirks von Indiana im US-Repräsentantenhaus und konnte die Wahl für sich entscheiden. Bis 1866 war er fortan als Abgeordneter tätig. 1868 kandidierte er erneut, diesmal im 6. Wahlbezirk. Auch diese Kandidatur war erfolgreich. 1872 verlor er die Wiederwahl, 1873 schied er folglich erneut aus dem Kongress aus. Während des Sezessionskrieges war er Copperhead, stand dem Krieg und anderen Maßnahmen von Präsident Abraham Lincoln ablehnend gegenüber.
1877 wurde Voorhees für den verstorbenen Oliver Hazard Perry Throck Morton als Senator nominiert. Er wurde insgesamt vier Mal wiedergewählt. 1896 wurde er nicht mehr wiedergewählt. Während seiner Amtszeit als Senator war er Mitglied in verschiedenen Ausschüssen, von 1893 bis 1895 sogar Vorsitzender des United States Senate Committee on Finance. In Anspielung auf seine ungewöhnliche Statur wurde er the Tall Sycamore of the Wabash (der Lange Sycamore der Wabash) genannt. Nach der gescheiterten Wiederwahl zog er sich nach seinem Ausscheiden 1897 kurzzeitig aus Washington nach Indiana zurück. Im April 1897 kehrte er nach Washington zurück, um seine Memoiren zu vollenden, von welchen er hoffte, sie würden ihm in seinen letzten Lebensjahren Wohlstand bringen. Bei seinem plötzlichen Tod am 10. April 1897 waren erst drei Kapitel fertiggestellt. Voorhees war am Schluss so arm, dass nicht einmal der Verkauf seines Hauses die Kosten für die Beerdigung decken konnten.